# Tihoveț, Tărgoviște
Tihoveț (în bulgară Тиховец) este un sat în comuna Antonovo, regiunea Tărgoviște,  Bulgaria. 

## Demografie
Componența etnică a satului Tihoveț
     Nicio identificare (100%)
     Altele (0%)
La recensământul din 2011, populația satului Tihoveț era de 2 locuitori. . Pentru 100% din locuitori nu este cunoscută apartenența etnică.